# Оруджев, Тельман Халил оглы
Тельман Халил оглы Оруджев (азерб. Telman Xəlil oğlu Orucov; род. 1940, Qaramanlı, Евлахский район) — советский хозяйственный, государственный и политический деятель.

## Биография
Родился в 1940 году в селе Гараиманлы Евлахского района в семье учителя. Отец погиб в 1943 году на фронте.
Окончил Бакинский государственный университет, факультет экономики.
С 1963 года член КПСС.
С 1958 года на хозяйственной, общественной и политической работе.
В 1958—1982 годах — рабочий на Евлахском хлопкоочистительном заводе, товаровед райпо. Инструктор Ждановского райкома партии. Первый секретарь райкома комсомола, второй секретарь Ждановского районного комитета КП Азербайджана (1969—1971).
Слушатель Высшей партийной школы при ЦК КПСС (1971—1973).
Инспектор отдела организационно-партийной работы ЦК КП Азербайджана (1973—1975). Первый секретарь Агдамского районного комитета КП Азербайджана (1975—1980).
Министр заготовок Азербайджанской ССР (март 1980—март 1981). Министр плодовоовощной промышленности Азербайджанской ССР (1981—1985).
Первый заместитель председателя Государственного аграрно-промышленного комитета Азербайджанской ССР (1985—1986). Председатель «Азериттифак» (октябрь 1986—март 1987).
Секретарь ЦК КП Азербайджана (март 1987 года — февраль 1991).
Первый заместитель Председателя Верховного Совета Азербайджанской ССР (1991, февраль—октябрь).
Член ЦК КП Азербайджана (1976–1991).
Член бюро ЦК КП Азербайджана (1987–1991).
Избирался депутатом Верховного Совета Азербайджанской ССР 9-12-го созывов.
Являлся членом Демократической партии Азербайджана.
Живёт в Баку.

### Творчество
С 1990 года занимается творчеством. С 1999 года выступал в республиканской прессе.
Сочинения
- «Дух времени» (2000)
- «Оставившие следы в истории» (2000)
- «Фрагменты из жизни»
- «Альбом мыслей»
- «Древний Рим: взлёт и падение»
- «США: От колыбели до вершины»
- «Эхо истины»
- «Всеобщая история» (в 3-х томах)
- «Калейдоскоп жизни»
- «Освещающие купол неба» (в 2-х томах)
- «Миг, влияющий на суть»

Осуществляет переводы с английского и испанского. Перевёл на азербайджанский «Дерзость надежды» Барака Обамы, «Профили мужества» Джона Кеннеди.

## Награды
- Орден Октябрьской Революции
- Орден Трудового Красного Знамени (дважды)